# Tartu Big Diamonds
Die Tartu Big Diamonds waren ein professionelles Eishockeyteam aus Tartu, Estland, dessen Heimspiele im Tartu Lõunakeskus ausgetragen wurden. Das Team wurde 2007 gegründet und spielt für eine Spielzeit in der lettischen Eishockeyliga. Außerdem nahm die Mannschaft am estnischen Pokalwettbewerb teil. 
Der Trainer der Mannschaft war der Lette Leonīds Beresņevs, der schon Trainer der lettischen Eishockeynationalmannschaft war. Das erste Spiel in der Vereinsgeschichte fand am 6. August 2007 in Narva statt. Das Freundschaftsspiel gegen Eesti Noortekoondis endete mit 20:2 für die Big Diamonds. Der Klub wurde im Sommer 2008 aufgrund finanzieller Probleme aufgelöst.